# Ceratostylis maboroensis
Ceratostylis maboroensis är en orkidéart som beskrevs av Rudolf Schlechter. Ceratostylis maboroensis ingår i släktet Ceratostylis och familjen orkidéer. Inga underarter finns listade i Catalogue of Life.